# Stadion Grbavica
Stadion Grbavica, är en fotbollsarena i Sarajevo. Den öppnades 1956 och renoverades 1976. Den är hemmaarena för FK Željezničar Sarajevo. Den kan ta in upp till 16 000 åskådare. Det har även spelats tre A-landslags matcher på arenan.
Det är planerat att man ska bygga nya Stadion Grbavica i närheten där Stadion Grbavica ligger. http://reprezentacija.ba/a-selekcija-fudbal-meni/1082-foto-pogledajte-kako-e-izgledati-novi-stadion-grbavica.html